# Stefan Mladenow

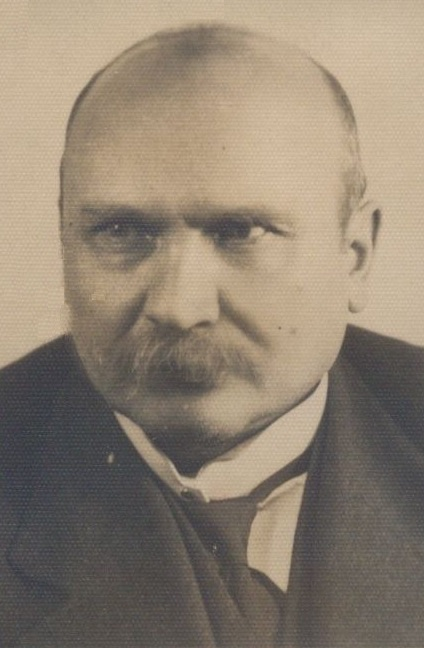
Stefan Mladenow, vor 1945

Stefan Stojanow Mladenow, bulgarisch Стефан Младенов, (* 15. Dezember 1880 in Widin; † 1. Mai 1963 in Sofia) war ein bulgarischer Philologe.

## Leben
Mladanow studierte in Sofia Slawistik und war ab 1921 an der Universität Sofia als Professor tätig. In seinen wissenschaftlichen Arbeiten befasste er sich mit der historischen Grammatik und Geschichte der Bulgarischen Sprache. Außerdem befasste er sich mit der Dialektologie und der historisch vergleichenden Sprachwissenschaft.
Er wurde mit dem Dimitroffpreis ausgezeichnet. Seit 1931 war er korrespondierendes Mitglied der Akademie der Wissenschaften der UdSSR.

## Werke (Auswahl)
- Altgermanische Elemente in den slawischen Sprachen, 1909
- Geschichte der bulgarischen Sprache, Berlin 1929
- Etymologisches und orthographisches Wörterbuch der bulgarischen Literatursprache, 1941
- Istorija na bălgarskija ezik, Sofia 1979